# Gubei (Shanghai)
Pour les articles homonymes, voir Gubei.
 (février 2022).
Si vous disposez d'ouvrages ou d'articles de référence ou si vous connaissez des sites web de qualité traitant du thème abordé ici, merci de compléter l'article en donnant les références utiles à sa vérifiabilité et en les liant à la section « Notes et références ».
Gubei est une zone résidentielle aisée située dans le district de Changning, à Shanghai en Chine. Elle couvre une superficie de 136,6 hectares et est surtout connue comme une enclave d'expatriés d'Asie de l'Est à Shanghai, y compris ceux du Japon, de la Corée du Sud, de Hong Kong, de Macao et de Taïwan.